# Scatopsciara neglecta
Scatopsciara neglecta är en tvåvingeart som beskrevs av Menzel och Werner Mohrig 1998. Scatopsciara neglecta ingår i släktet Scatopsciara och familjen sorgmyggor. Arten är reproducerande i Sverige. Inga underarter finns listade i Catalogue of Life.